# 比尔多路
比尔多路（法語：Rue Burdeau，發音：[ʁy byʁdo] ⓘ）是法國里昂第一区的一条街道，位于红十字山斜坡的底部，圣玻里加堂的上方，介于索恩河和罗讷河之间。两端分别是圣塞巴斯蒂安坡道和植物园，穿过大岸坡道。这条路属于被联合国教科文组织列为世界遗产的区域。

## 历史
13世纪，这里是Chivrier家族的花园或葡萄园。在1566年，一个富有的意大利人劳伦斯Capponi买了土地，建了一所房子，于1616年被Oratorians收购。 这条路开辟于18世纪末，1829年命名为商业路，因为定期有丝绸工人穿过。 1858年，这条路从大岸坡道延伸到植物园。1895年1月8日市议会将这条路改为现名，以政治家和哲学教授奥古斯特·比尔多命名，他于1851年出生在这条路上。

## 建筑

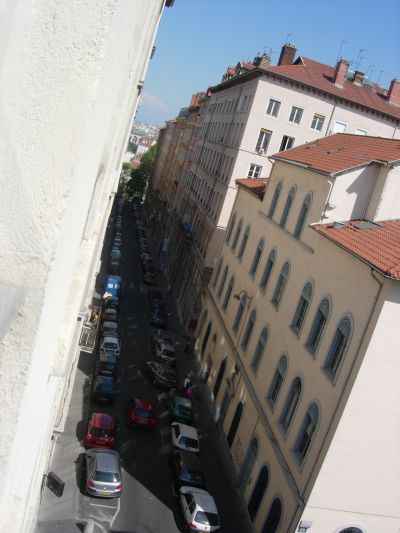

比尔多路往往被视为里昂的艺术和文化中心之一，这条路上有10座美术馆（2007年），还有剧院、 爵士夜总会，有很多艺术展览。

## 串廊
沿路有几个串廊：
- 4，6，10号
- 30号：
- 36号